# Schizophrys
Schizophrys is een geslacht van kreeftachtigen uit de klasse van de Malacostraca (hogere kreeftachtigen).

## Soorten
- Schizophrys aspera (H. Milne Edwards, 1834)
- Schizophrys dahlak Griffin & Tranter, 1986
- Schizophrys dama (Herbst, 1804)
- Schizophrys dichotomus (Latreille, 1831)
- Schizophrys pakistanensis Tirmizi & Kazmi, 1995
- Schizophrys rufescens Griffin & Tranter, 1986